# Den gamle mannen
Den gamle mannen (latin senex) är ett begrepp som i mytologin betecknar erfarenhet. Den evige gamle mannen finns i flera kulturers mytologier och har av till exempel CG Jung används som en arketypisk företeelse.
Den gamle mannen är extremt vis, ofta mer eller mindre allvetande. Karaktärsdrag som anses typiska för den gamle mannen är ansvarsfullhet, rationalitet, stark självdisciplin och mycket erfarenhet. Den stereotypa bilden av den gamle mannen är en gammal gubbe med silverfärgat skägg, som dyker upp lite då och då och ger hjälten goda råd och hjälp utan att stjäla alltför mycket uppmärksamhet från denne eller få en alltför framträdande roll.
Om en arketyp inte måste vara en stereotyp kan man dock tolka även andra karaktärer som uttryck för den gamle mannen. Han kan då se ung ut som Apollon, vara identisk med urfadern, vara ett ondskefullt geni (gärna i egenskap av mäktig trollkarl) etc.

## Kända exempel
Ett par exempel på film/bok personer som uppfyller flertalet kriterier för Den gamle mannen
- Dumbledore i Harry Potter
- Gandalf i Sagan om ringen
- Obi-Wan Kenobi i Star Wars (originaltrilogin)
- Oden i Völsungasagan